# 精神虐待
精神虐待、情緒虐待、心理虐待或情緒暴力等，是指一種非肢體暴力，藉心理操縱控制行為，對受害者造成心理上顯著的不適，且經常意在對受害者施加支配，以期受害者配合滿足其需求。 它會導致受害者出現創傷後壓力症、焦慮症等身心狀況。 它因沒有顯而易見的直接痕跡，而難以被察覺。 受害者多會迴避社交，且經常經過許久才意識到自己曾受害，使得受害情況難以界定。 它被廣泛的認定為一種虐待。
它經常以破壞受害者自尊、引起受害者恐懼等形式進行。它主要對在人際關係中感到脆弱或無力的個人產生影響；受害者常感自尊或自我價值低落、恐懼和孤立等，施虐者常會策略性操縱環境和人際關係等以維持控制。 霸凌、虐待兒童等及權力不對等的人際互動關係與情境與此密切相關。
它可能出現動態變化的週期性模式，包括緊張情緒累積、暴力出現和短暫的緩和期間，使受害者難以做出離開關係的決定。
長期受害可能導致嚴重心理健康問題，包括憂鬱和焦慮。有效的應對和預防策略，包括尋求在有關領域受過專業培訓且累積足夠相關事件處理經驗之人士（如專精於有關領域的心理學專家）的意見與協助，同時接受來自社群的幫助與支持。

## 流行性

### 对儿童的精神虐待

#### 定义
对儿童的精神虐待是指父母或照顾者对儿童的敌意、冷漠、拒绝或贬低，损害儿童的自尊、成就感、归属感、发展和幸福感。精神虐待有多种形式，如斥责、恐吓、孤立、利用、忽视、拒绝提供医疗等。

#### 特征
精神虐待的父母或照顾者通常有自己不幸的童年经历，但很少愿意谈及。他们对儿童的依恋行为感到不适和焦虑，因此采取了消极的照顾方式，如不回应、不关心、不赞扬、不安慰、不保护、不尊重儿童的需求和情感。他们也倾向于与外界隔绝，避免与专业人员合作，甚至威胁或恐吓他们。

#### 影响
精神虐待对儿童的身心发展有严重的负面影响。儿童可能会感到恐惧、不快乐、焦虑、抑郁、孤独、自卑、愤怒、反社会、富有攻击性等。他们也可能出现生长迟缓、免疫力低下、学习困难、人际关系障碍等问题。精神虐待还可能影响儿童的大脑发育，导致情绪调节和认知功能受损。

#### 儿童的应对
受精神虐待的儿童为了适应和生存，会发展出一些防御和适应的策略，如避免和抑制依恋行为和负面情绪，以减少被拒绝和伤害的风险；或者表现出顺从或自立的行为，以试图满足父母或照顾者的期望；或者在压力下爆发出愤怒和暴力，以释放内在的紧张和不满。这些策略虽然有助于儿童在短期内保护自己，但也会妨碍他们与他人建立亲密和信任的关系。

## 冷暴力
通過冷淡、輕視、放任、疏遠及漠不關心，使期待關心的人精神或心理上受傷害，被稱為冷暴力。

### 例子
- 家庭冷暴力：夫妻冷戰，漠不關心對方，性生活敷衍了事，懶做家務。
- 校園冷暴力：孤立某同學、零關懷。